# 阿布達比世界貿易中心
阿布達比世界貿易中心為一棟位於阿拉伯联合酋长国阿布扎比摩天大樓建築群。
原定2010年末完工，但因2009年金融危機將項目的完工日期推遲到2014年。該建築群包括兩個購物中心和一間萬豪雅居酒店。該綜合體最初計劃容納三棟摩天大樓，但2008年的危機迫使承包商撤回酒店大樓的建設，最終只建成了兩棟摩天大樓。

## 信任塔

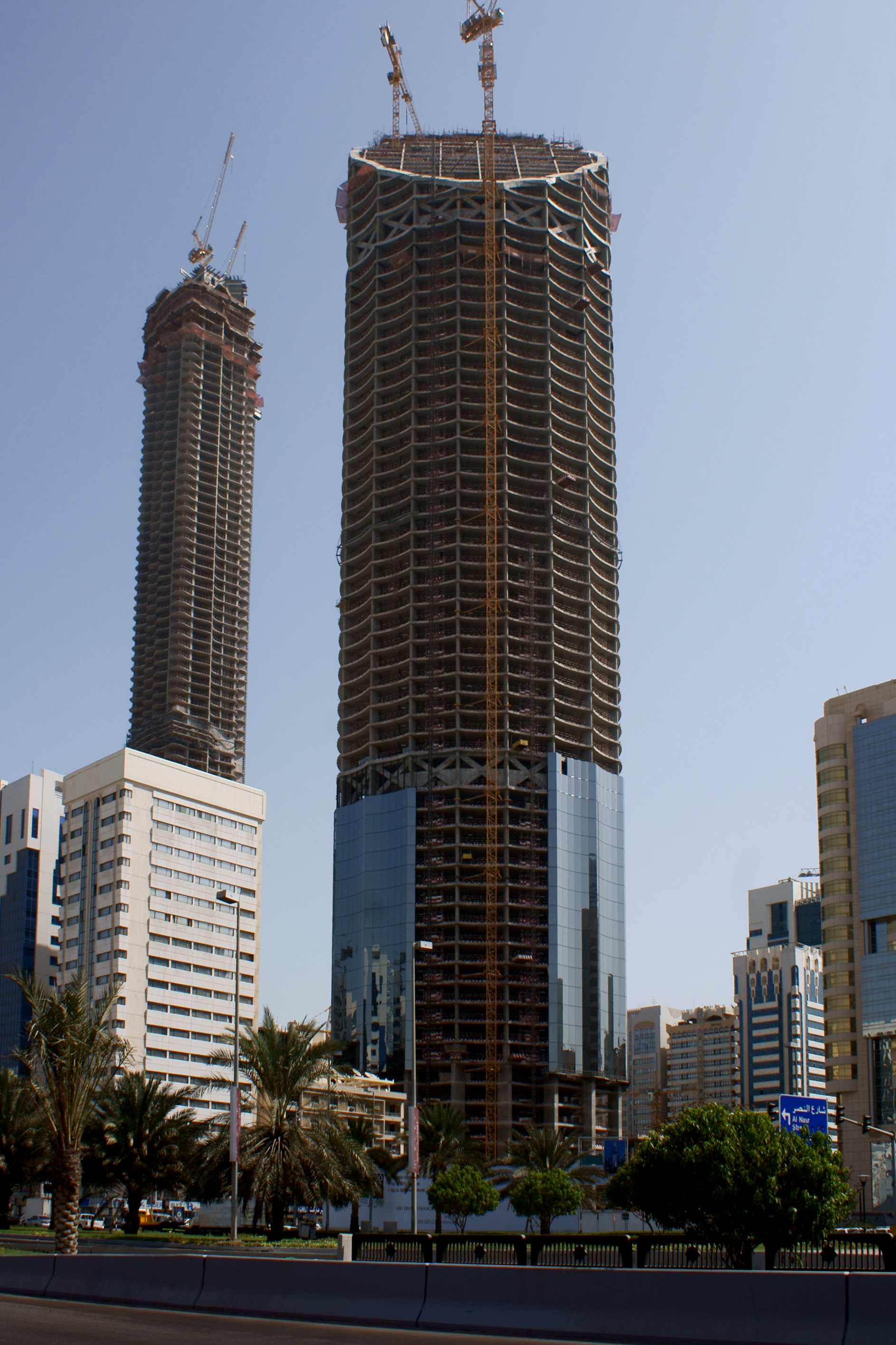
2010年建造中的阿布達比信任塔

這座名為「信任塔」的辦公大樓高278米（912英尺），共有60層，於2012年第二季度完工。 該塔於2013年正式對外開放，內部包括出租物業以及世界貿易中心協會的辦公室。它通過一個大型購物中心和市集與萬怡酒店相連，這些設施均由世界貿易中心運營。

## 飯店塔樓
建築群中較矮的建築是「中央市場飯店塔樓」，原計劃高度為255公尺，擁有16層樓的飯店空間，並由萬怡萬豪酒店品牌經營。然而其建設計劃在2008年金融危機後不久即被取消。